# Беджызаты, Чермен Давидович
Чермен Давидович Беджызаты (осет. Беджызаты Дауыты фырт Чермен; 23 декабря 1898 — 1938) — осетинский советский писатель.

## Биография
Родился в селе Едиса, ныне находящееся в Дзауском районе Южной Осетии.
Учился в Тифлисской духовной семинарии (1914—1917). В то же время начал свою литературную деятельность.
Вступил в РСДРП(б) в 1918 году. В Гражданской войне был красным партизаном в Южной Осетии. Занимал ответственные посты в сфере культуры, заведовал государственным книжным издательством, руководил отделом Союза писателей Южной Осетии, занимал должность главного редактора литературного журнала «Фидиуæг».
- В 1920 году в печати вышли его стихи.
- В 1920-х годах публиковал в периодической печати свои рассказы, очерки и стихи.
- В 1933 году вышел сборник стихов — «С обнажённой саблей».
- В 1934 году вышли повесть «Волки» о классовой борьбе в деревне и повесть в новеллах «Говорят башни» о героическом прошлом осетинского народа. Участвовал в Первом съезде советских писателей.
- В 1938 году был репрессирован[1]. Реабилитирован посмертно.

Так же писал драмы на актуальные тогда темы советской действительности — «Кто кого?», «Волнуется знамя».
Его женой была украинская писательница и переводчица Варвара Чередниченко, которая в 1938-м, после расправы властей над мужем. была вынуждена вернуться в Киев.